# Onthophagus sumawacus
Onthophagus sumawacus är en skalbaggsart som beskrevs av Jan Krikken och Huijbregts 2008. Onthophagus sumawacus ingår i släktet Onthophagus och familjen bladhorningar. Inga underarter finns listade i Catalogue of Life.